# Macropanax
Genre
Synonymes
- Hederopsis C.B.Clarke, 1879[1],[2]

Macropanax est un genre de plantes à fleurs de la famille des Araliaceae.

## Liste d'espèces
Selon Catalogue of Life (8 août 2020) et The Plant List (8 août 2020) :
- Macropanax baviensis (R.Vig.) C.B.Shang
- Macropanax chienii G.Hoo
- Macropanax concinnus Miq.
- Macropanax decandrus G.Hoo
- Macropanax dispermus (Blume) Kuntze
- Macropanax grushvitzkii Ha
- Macropanax maingayi (C.B.Clarke) Philipson
- Macropanax meghalayensis Harid. & R.R.Rao
- Macropanax membranifolius C.B.Shang
- Macropanax paucinervis C.B.Shang
- Macropanax rosthornii (Harms) C.Y.Wu ex G.Hoo
- Macropanax schmidii C.B.Shang
- Macropanax sessilis C.B.Shang
- Macropanax simplicifolius C.B.Shang
- Macropanax skvortsovii Ha
- Macropanax undulatus (Wall. ex G.Don) Seem.
- Macropanax vidalii C.B.Shang

Selon World Checklist of Selected Plant Families (WCSP) (8 août 2020) :
- Macropanax baviensis (R.Vig.) C.B.Shang, Bull. Mus. Natl. Hist. Nat., B (1983)
- Macropanax chienii G.Hoo, Acta Phytotax. Sin. (1965)
- Macropanax concinnus Miq. (1864)
- Macropanax decandrus G.Hoo, Acta Phytotax. Sin. (1965)
- Macropanax dispermus (Blume) Kuntze (1891)
- Macropanax grushvitzkii Ha (1980)
- Macropanax maingayi (C.B.Clarke) Philipson (1979)
- Macropanax meghalayensis Harid. & R.R.Rao (1985)
- Macropanax membranifolius C.B.Shang, Bull. Mus. Natl. Hist. Nat., B (1983)
- Macropanax paucinervis C.B.Shang (1980)
- Macropanax rosthornii (Harms) C.Y.Wu ex G.Hoo, Acta Phytotax. Sin. (1965)
- Macropanax schmidii C.B.Shang, Bull. Mus. Natl. Hist. Nat., B (1983)
- Macropanax serratifolius K.M.Feng & Y.R.Li (1979)
- Macropanax sessilis C.B.Shang, Bull. Mus. Natl. Hist. Nat., B (1983)
- Macropanax simplicifolius C.B.Shang, Bull. Mus. Natl. Hist. Nat., B (1983)
- Macropanax skvortsovii Ha (1984)
- Macropanax undulatus (Wall. ex G.Don) Seem. (1864)
- Macropanax vidalii C.B.Shang, Bull. Mus. Natl. Hist. Nat., B (1983)

Selon Tropicos (8 août 2020) (Attention liste brute contenant possiblement des synonymes) :
- Macropanax baviensis (R. Vig.) C.B. Shang
- Macropanax chienii G. Hoo
- Macropanax concinnum Miq.
- Macropanax cyrtostylus Miq.
- Macropanax davidii (Franch.) C.B.Shang & C.F.Ji
- Macropanax decandrus G. Hoo
- Macropanax delavayi (Franch.) C.B.Shang & C.F.Ji
- Macropanax dispermus (Blume) Kuntze
- Macropanax floribundus Miq.
- Macropanax glomerulatus (Blume) Miq.
- Macropanax grushvitzkii Ha
- Macropanax grusvitzkii Ha
- Macropanax maingayi (C.B. Clarke) Philipson
- Macropanax meghalayensis Harid. & R.R. Rao
- Macropanax membranifolius C.B. Shang
- Macropanax oreophilus Miq.
- Macropanax parviflorus G. Hoo
- Macropanax paucinervis C.B. Shang
- Macropanax rosthornii (Harms) C.Y. Wu ex G. Hoo
- Macropanax schmidii C.B. Shang
- Macropanax serratifolius K.M. Feng & Y.R. Li
- Macropanax sessilis C.B. Shang
- Macropanax simplicifolius C.B. Shang
- Macropanax skvortsovii Ha
- Macropanax undulatus (Wall. ex G. Don) Seem.
- Macropanax vidalii C.B. Shang